# Éva Tardos
Éva Tardos (1957, Budapest) es una informática teórica húngara, ganadora del Premio Fulkerson en 1988, profesora e investigadora de ciencias de la computación en la Universidad de Cornell. Se diplomó en matemáticas en la Universidad Eötvös Loránd, en Budapest, en 1981. Tres años después, en 1984, obtuvo su Ph.D. en la misma Universidad.
Sus trabajos tratan los siguientes tópicos:
- Diseño y análisis de algoritmos para problemas fundamentales de redes y optimización combinatorial,
- Algoritmos de aproximación,
- Algoritmos en línea,
- Programación lineal y programación entera
- Algorítmica de la teoría de juegos

## Premios y galardones
- Medalla John von Neumann (2019)
- Premio Gödel (2012)
- Miembro de la Academia Nacional de Ingeniería (2007)
- Premio George B. Dantzig (2006)
- Miembro de la Academia Estadounidense de las Artes y las Ciencias
- Miembro de la Association for Computing Machinery (1998)
- Miembro de la Beca Guggenheim
- Miembro de Packard
- Miembro de Sloan
- NSF Presidential Young Investigator
- Premio Fulkerson (1988)[4]